# مهدي جيانين
مهدي جيانين (بالفرنسية: Mehdi Jeannin) (20 أبريل 1991 ببيزنسون في فرنسا - ) هو لاعب كرة قدم جزائري وفرنسي في مركز حراسة المرمى. شارك مع منتخب الجزائر لكرة القدم. أما مع النوادي، فقد لعب مع نادي كليرمونت 63 وAS Ornans ‏.

## وصلات خارجية
- مهدي جيانين على موقع رابطة كرة القدم الفرنسية للمحترفين (الإنجليزية)
- مهدي جيانين على موقع قاعدة بيانات كرة القدم.إي يو (الإنجليزية)
- مهدي جيانين على موقع Soccerway.com (الإنجليزية)
- مهدي جيانين على موقع عالم كرة القدم.نت (الإنجليزية)